# Marzotto Manerbio
La Marzotto Manerbio fu una storica squadra di calcio della cittadina di Manerbio in provincia di Brescia, che ebbe il periodo di maggior fama negli anni cinquanta.

## Storia
Nasce nel 1919 come Unione Sportiva Manerbiese per divenire in seguito Dopolavoro Marzotto Manerbio. Nel 1941 dopo aver compiuto il tirocinio nel campionato della Sezione Propaganda bresciana, si iscrisse alla Serie C, torneo nel quale l'anno successivo 1941-42 si classifica all'ottavo posto nel girone B del campionato di Serie C.
Nella stagione 1949-1950 il C.R.A.L. Marzotto Manerbio vince il campionato di Prima Divisione con 9 punti di vantaggio sulla seconda classificata e passa in Promozione, dopo un campionato di assestamento nel 1951-52 vince il girone nord e viene ammesso alla neo costituita IV Serie assieme a Vimercatese, Merate e Olimpia Caravaggio.
Disputa i seguenti cinque campionati in IV Serie sempre comportandosi onorevolmente, classificandosi all'ottavo posto al primo anno, poi al tredicesimo e all'ottavo. Nel 1955-56 classificandosi al sedicesimo posto sarebbe stata retrocessa ma venne ripescata per la rinuncia di due neopromosse venete tra cui la compagine di Isola della Scala.
Nel 1956-57 si classifica al quinto posto guadagnando l'accesso alla neo costituita Prima Serie della IV Serie, alla quale però non si iscriverà venendo a cessare l'abbinamento con la Marzotto.

Nell'annata 1957-58 quando la nuova società tornò al nome originale U.S. Manerbio ripartendo dai campionati dilettantistici lombardi, e andando poi a spegnersi.
Attualmente è attiva la Polisportiva Virtus Manerbio, fondata nel 1946, la squadra della città.
Colori sociali bianco-verdi, milita nel campionato dilettanti di Seconda Categoria.

## Partecipazioni ai campionati
| Livello | Categoria | Partecipazioni | Debutto   | Ultima stagione | Totale |
| ------- | --------- | -------------- | --------- | --------------- | ------ |
| 3º      | Serie C   | 1              | 1941-1942 | 1941-1942       | 1      |
| 4º      | IV Serie  | 5              | 1950-1951 | 1955-1956       | 5      |

## Palmarès

### Competizioni regionali
- Prima Divisione: 1

1949-1950 (girone A)
- Promozione: 1

1951-1952 (girone C)